# 奥佩尔山脊

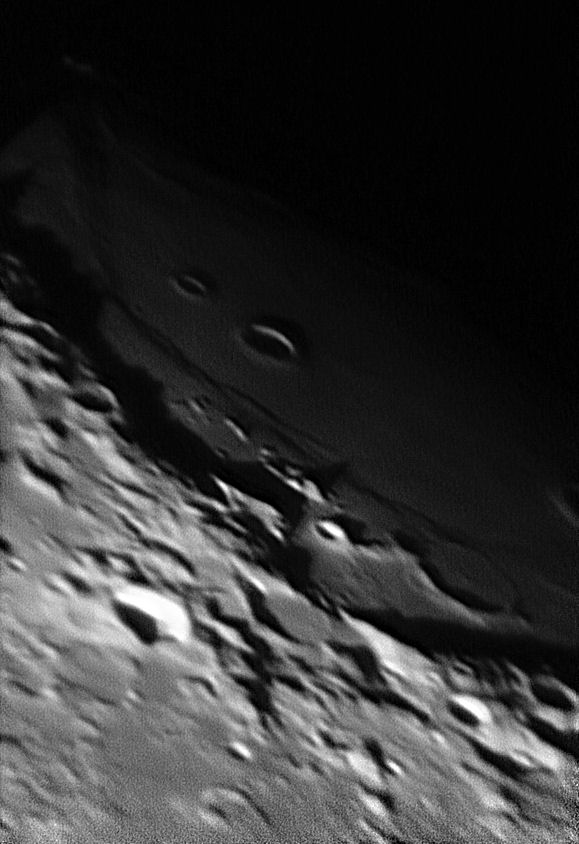
奥佩尔山脊

奥佩尔山脊（Dorsum Oppel）是月球危海中的一道皱岭，其中心月面坐标为18°42′N 52°36′E / 18.7°N 52.6°E，全长268公里，名称取自德国古生物学家卡尔·阿尔伯特·奥佩尔（Carl Albert Oppel，1831年12月19日-1865年12月23日），1976年被国际天文联合会正式批准接受。